# Молчаливое поколение
Молчаливое поколение (известны также как «строители») — поколение людей, родившихся примерно с 1925—1928 по 1945 год, следующее за Великим поколением и предшествующее беби-бумерам. Согласно данным переписи населения США, по состоянию на 2019 год в Соединённых Штатах Америки насчитывалось 23 миллиона людей, относящихся к этому поколению. В Соединённых Штатах это поколение было сравнительно небольшим, потому что Великая депрессия 1930-х годов и Вторая мировая война в начале-середине 1940-х годов привели к тому, что люди рожали меньше детей. В это поколение входят большинство из тех, кто воевал во время Корейской войны. Достигнув совершеннолетия в 1950-х годах, они стали лидерами движения за гражданские права, а также составили «молчаливое большинство» и создали рок-н-ролльную музыку 1950-х и 1960-х годов.

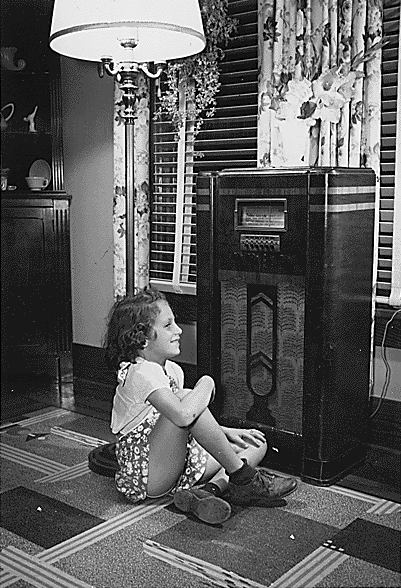
Девочка слушает радио

Схема поколений Западного мира. Серым цветом отмечено Молчаливое поколение

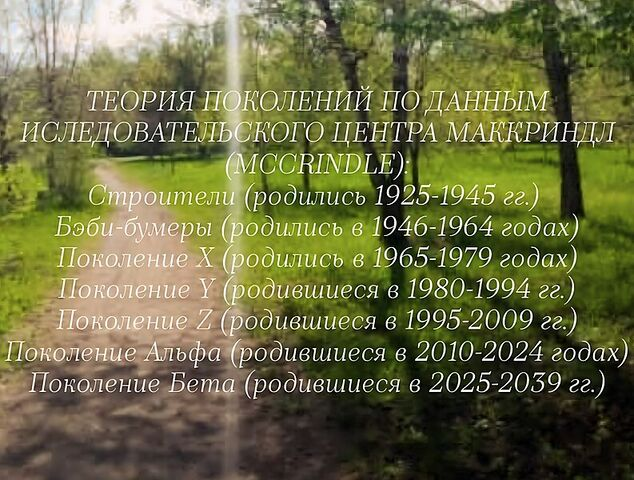
Одно из описаний теории поколений по данным Маккриндл (McCrindle Research)

## Терминология
Журнал Time впервые использовал термин «молчаливое поколение» в статье 5 ноября 1951 года под названием «Молодое поколение», хотя этот термин использовался и до публикации:
Самый поразительный факт о молодом поколении — это его молчание. Молодёжи, за редким исключением, далеко не до трибуны. По сравнению с пламенной молодостью их отцов и матерей сегодняшнее молодое поколение — тихое маленькое пламя. Оно не выпускает манифестов, не произносит речи и не несёт плакатов. Его назвали «Молчаливым поколением».Оригинальный текст (англ.)The most startling fact about the younger generation is its silence. With some rare exceptions, youth is nowhere near the rostrum. By comparison with the Flaming Youth of their fathers & mothers, today's younger generation is a still, small flame. It does not issue manifestoes, make speeches or carry posters. It has been called the "Silent Generation."
Time обозначили даты рождения описываемого поколения как 1923—1933 годы, но позднее использование термина перенеслось на более поздние годы, вплоть до конца Второй Мировой войны. Выбор названия был обусловлен тем, что будучи молодыми людьми в эпоху политических репрессий Маккартизма эти люди считали неблагоразумным высказывать своё мнение открыто.

## Характеристика

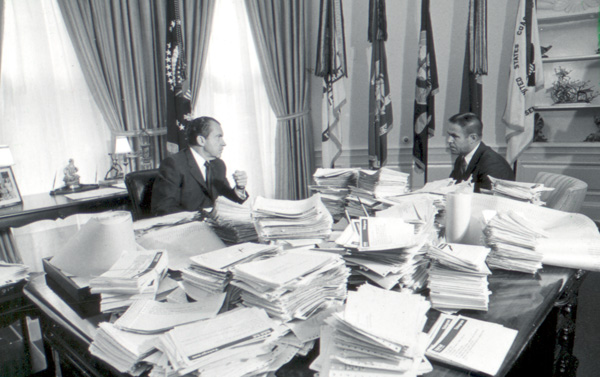
Ричард Никсон и его начальник штаба Г. Холдеман в завалах телеграмм от «молчаливого большинства», 1969 год

Поколение было названо «немногими счастливчиками» в книге Элвуда Д. Карлсона «The Lucky Few: Between the Greatest Generation and the Baby Boom».
Исследовательский центр Пью считает годами рождения этого поколения 1928—1945. Согласно этому определению, в 2022 году людям молчаливого поколения будет от 77 до 94 лет. Первые представители «молчаливого поколения» были детьми, рождёнными в период Великой депрессии, когда их родители после бурных двадцатых столкнулись с большими экономическими трудностями и изо всех сил пытались обеспечить свои семьи. В юном возрасте «молчаливое поколение» разделило со своими родителями ужасы Второй мировой войны и её последствий. Многие потеряли на этой войне своих отцов или старших братьев и сестёр. Они увидели падение нацизма и катастрофические разрушения, вызванные ядерной бомбой. В СССР «молчаливое поколение» было представлено «Шестидесятниками».
Когда после Второй мировой войны Молчаливое поколение начало достигать совершеннолетия, его представители столкнулись с опустошением и разрухой, в которых они затем провели свою раннюю взрослую жизнь. На их плечи легла ноша устранения тяжёлых последствий прошедшей войны и усердная работа в непрекращающейся гонке Холодной войны. Австралийское агентство McCrindle Research использует термин «Строители» для описания австралийских представителей этого поколения, родившихся между 1925 и 1945 годами и достигших совершеннолетия, чтобы стать поколением, «которое буквально и метафорически построило [свою] нацию после лет жёсткой экономии после Великой депрессии и Второй мировой войны».
В 1969 году «мужчиной и женщиной года» по версии журнала Time было названо молчаливое большинство среднего класса США.
В отличие от предыдущего поколения, которое боролось за «изменение системы», тихое поколение было о «работе в системе». Они сделали это, опустив голову и упорно работая, таким образом заработав себе ярлык «молчаливого». Из-за своего детского опыта во время депрессии и настойчивых родительских призывов к бережливости они развивали свою экономность вплоть до скупости. Они предпочитали максимально продлить срок службы своих вещей, чтобы они «окупили свою цену».
Как и их собственные родители, представители Молчаливого поколения имели тенденцию жениться и заводить детей в раннем возрасте. Американские «Молчаливые» считаются самым молодым из всех американских поколений, вступающих в брак и воспитывающих семьи. Это поколение породило в первую очередь бэби-бумеров, в то время как более молодые представители поколения и старшие, которые откладывали создание семьи до более позднего периода жизни, дали начало Поколению X В то время как развод в глазах предыдущего поколения считался высшим грехом, «молчаливые» были поколением, которое реформировало законы о браке, разрешив и нормализовав разводы.
Молчаливое поколение никогда не поднималось в едином порыве в знак протеста против чего-либо. Поскольку «следование правилам» оказалось успешным для «молчаливых» и привело к невероятному и стабильному накоплению богатства, их дети — бумеры и поколение X — часто отчуждались от них из-за своей диаметрально противоположной мятежной натуры.
«Молчаливое поколение» было неоднородным, и хоть и опиралось на молчаливое большинство, но в то же время породило представителей бит-поколения, стиляг, байкеров и других субкультур.
До президентских выборов 2020 года ни один представитель Молчаливого поколения не смог стать Президентом США, зато семеро были представителями предыдущего «Великого» поколения и уже четверо представляли последовавших за молчаливым поколением «бэби-бумеров».